# Долговский сельсовет (Московская область)
Долговский сельсовет — упразднённая административно-территориальная единица, существовавшая на территории Рязанской губернии и Московской области до 1954 года.
Долговский сельсовет был образован в первые годы советской власти. В конце 1920-х годов он входил в состав Григорьевской волости Зарайского уезда Рязанской губернии.
В 1929 году Долговский с/с был отнесён к Зарайскому району Коломенского округа Московской области.
10 августа 1934 года Долговский с/с был упразднён, а его территория передана в Рассохтовский сельсовет.
В 1935 году Долговский с/с был восстановлен путём выделения из Рассохтовского с/с.
5 апреля 1936 года к Долговскому с/с был присоединён Рассохтовский с/с.
17 июля 1939 года к Долговскому с/с были присоединены Жилконский сельсовет (селение Жилконцы) и Ситьковский с/с (селения Енино и Ситьково).
14 июня 1954 года Долговский с/с был упразднён, а его территория передана в Ильицинский с/с.